# Peter Bjorn and John
Peter Bjorn and John je švédská hudební skupina, hrající indie pop/rock. Skupina byla založena ve Stockholmu v roce 1999. Členy skupiny jsou Peter Morén (zpěv, kytara, harmonika), Björn Yttling (zpěv, baskytara, klávesy) a John Eriksson (zpěv, bubny). Na singlu Young Folks, vydaném v roce 2006, s nimi zpívala Victoria Bergsman.